# Englandsfoss
Der Englandsfoss ist ein Wasserfall im Westen von Island.
Die Tunguá í Borgarfirði entspringt westlich des Kvígyndisfell (783 m) und mündet nach rund 20 km in die Grímsá. Etwa in der Mitte stürzt sie am Englandsfoss um 8 m in die Tiefe. Mit dieser Höhe ist er vom Lachs nicht zu überwinden.  
Seinen Namen hat der Wasserfall von dem inzwischen verlassenen Hof England, nach dem noch andere Landschaftsformen hier benannt sind. Der Englandsfoss liegt nur 100 m südlich des Uxahryggjavegur .